# Estadio Miloud Hadefi
El Estadio Miloud Hadefi (en árabe: ملعب ميلود هدفي‎) es un estadio multiusos situado en Belgaïd, Bir El Djir, suburbio de la ciudad de Orán, Argelia. Posee una capacidad para 40 143 personas y reemplazó al Estadio Ahmed Zabana como estadio del MC Oran. lleva el nombre de Miloud Hadefi un exjugador del MC Oran. Este estadio es parte del Complejo Olímpico de Orán.
Fue construido por la empresa China Metallurgical Group Corporation. El partido inaugural del estadio se celebró el 17 de junio de 2021, cuando la Selección de Argelia venció a Liberia por 5-1 en un partido amistoso.

## Galería

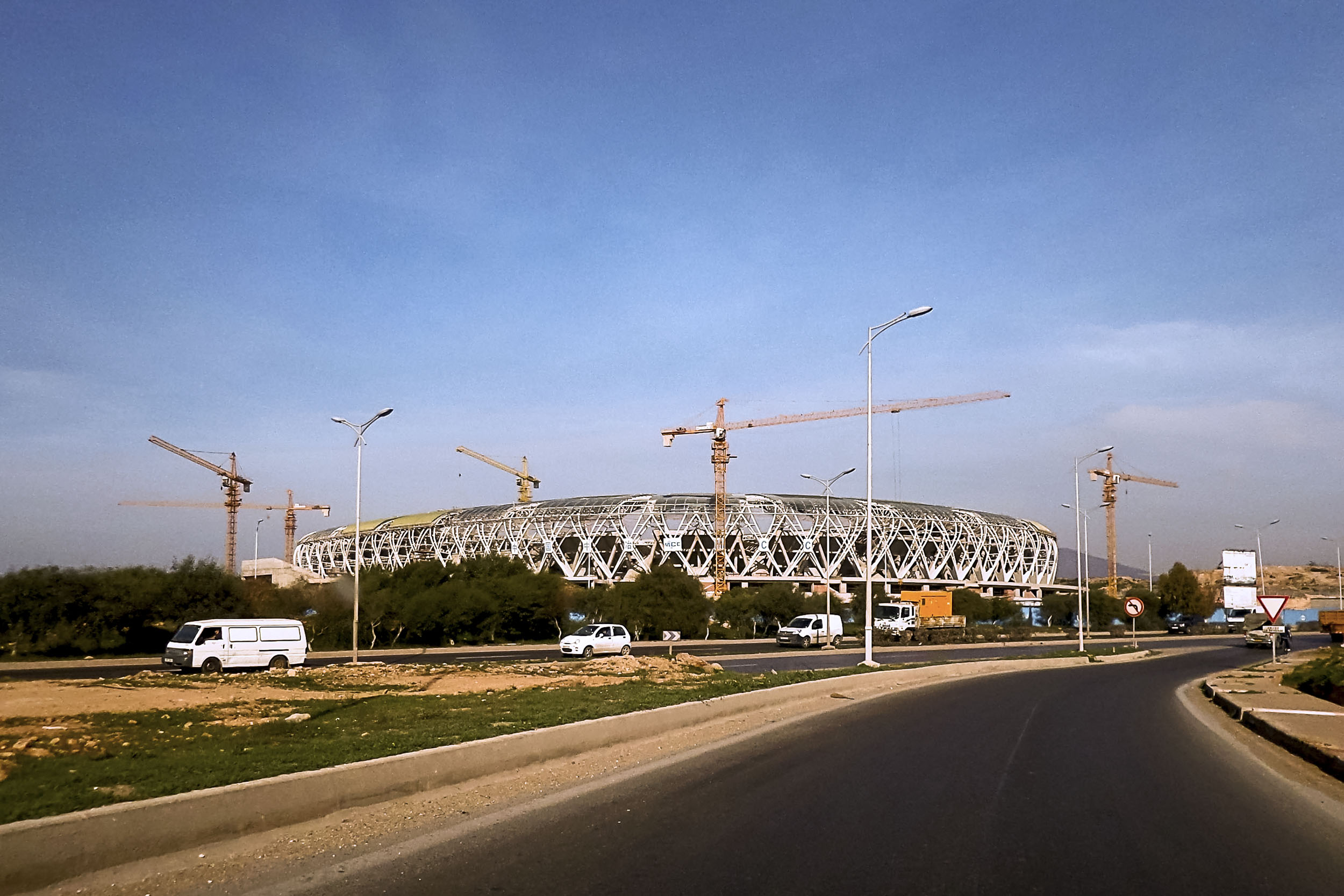
Exterior del estadio.
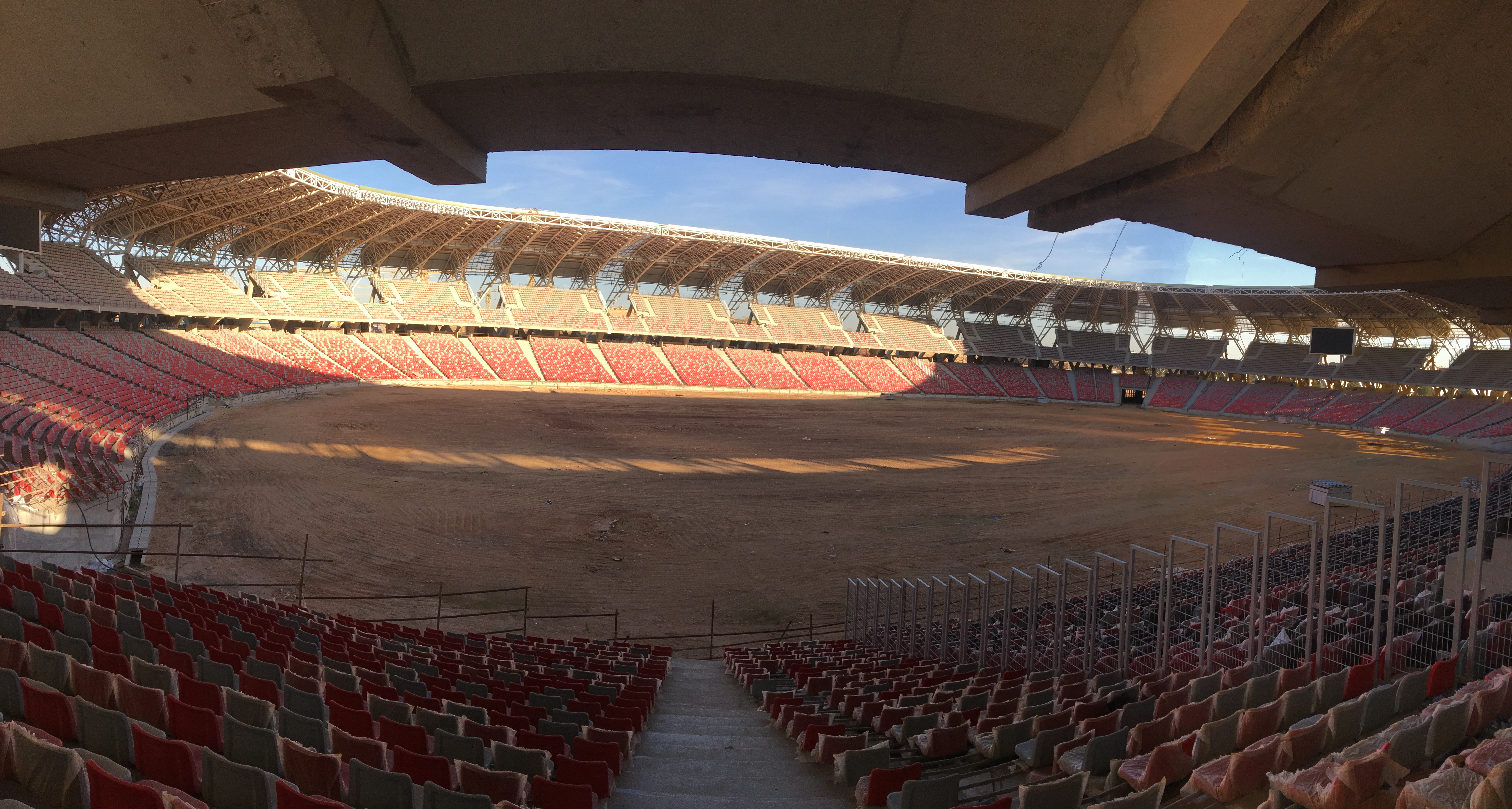
Interior del estadio.